# NGC 65
NGC 65 је елиптична галаксија у сазвежђу Кит која се налази на NGC листи објеката дубоког неба.
Деклинација објекта је - 22° 52' 48" а ректасцензија 0h 18m 58,7s. Привидна величина (магнитуда) објекта NGC 65 износи 13,4 а фотографска магнитуда 14,4. NGC 65 је још познат и под ознакама ESO 473-10A, MCG -4-2-1, PGC 1229.